# Englerodothis
Englerodothis — рід грибів родини Parmulariaceae. Назва вперше опублікована 1915 року.

## Класифікація
До роду Englerodothis відносять 3 види:
- Englerodothis grovei
- Englerodothis kilimandscharica
- Englerodothis oleae